# CB4
CB4 este un film de comedie american din 1993 regizat de Tamra Davis, cu Chris Rock, Allen Payne și Deezer D în rolurile principale. Filmul prezintă un grup fictiv de rap denumit 'CB4' după numele celulei în care membrii grupului afirmă că au fost închiși. Filmul parodiază în primul rând grupul de rap N.W.A alături de alte aspecte gangsta rap și conține scurte fragmente în care apar diferite celebrități și muzicieni ca Halle Berry, Eazy-E, Butthole Surfers, Ice-T, Ice Cube, Flavor Flav sau Shaquille O'Neal.

## Distribuție
- Chris Rock - Albert Brown / M.C. Gusto
- Allen Payne - Euripides Smalls / Dead Mike
- Deezer D - Otis Jackson / Stab Master Arson
- Chris Elliott - A. White
- Phil Hartman - Virgil Robinson
- Charlie Murphy - Gusto
- Khandi Alexander - Sissy
- Art Evans - Albert Brown Sr.
- Theresa Randle - Eve
- Willard E. Pugh - Trustus Jones
- Ty Granderson Jones - 40 Dog
- Rachel True - Daliha
- Victor Wilson - Lt. Davenport
- Richard Gant - Baa Baa Ack
- J. D. Daniels - Ben
- Stoney Jackson - Wacky Dee
- Isaac Hayes - proprietar de magazin
- LaWanda Page - bunica lui Albert
- Tommy Davidson - Weird Warren